# Archipiélago Way
El archipiélago Way (66°53′S 143°40′E / -66.883, 143.667) es un conjunto de más de 120 islas e islotes rocosos pequeños en la Antártida en la costa de la Tierra de Jorge V. El mayor es la isla Stillwell que es pequeña y rocosa. Ésta se encuentra al oeste de la entrada a la bahía de Watt siendo descubierta por la Expedición Antártica de Australasia (1911-1914).
Las islas se encuentran distribuidas cerca de la costa en forma de un arco. El archipiélago abarca desde proximidades del cabo Gray, en la entrada este a la bahía de la Commonwealth, hasta inmediaciones de la punta Garnet, sobre el lado oeste de la entrada a la bahía Watt. Fue descubierto por la Expedición Antártica Australiana (1911–1914) al comando de Douglas Mawson, que designó al grupo en honor de sir Samuel Way, rector de la Universidad de Adelaida en 1911.

## Reclamación territorial
El archipiélago es reclamado por Australia como parte del Territorio Antártico Australiano, pero esta reclamación está sujeta a las disposiciones del Tratado Antártico.